# Torre Reforma Latino
La Torre Reforma Latino es un rascacielos finalizado en 2015 ubicado en la avenida Paseo de la Reforma 296, colonia Juárez, alcaldía Cuauhtémoc, Ciudad de México.
El proyecto fue financiado por Grupo E Desarrollos, Fibra Uno y Parks Desarrolladora. Cimentación: Cimesa.
Torre Reforma Latino es de tipo corporativo y cuenta con 45,464.27 m² de área rentable.
El lugar de la construcción de la torre es en el sitio donde estaba ubicado el Cine Latino.
El proyecto Torre Reforma Latino vino a reemplazar al corporativo cancelado de uso mixto, Reforma 296, de 196 metros de altura y 49 pisos a cargo Landa Arquitectos y construida por Parks Desarrolladora.